# Дзякінське болото
Дзя́кинське боло́то — торф'яне болото в Ярському та Глазовському районах Удмуртії, Росія.
Болото простягається широкою смугою уздовж лівого берега річки Чепца від гирла річки Кузьма до гирла річки Лезя. Майже в центральній частині болото перетинає ліва притока Чепци — річка Жаба. З півдня болото обмежене залізницею, на якій знаходиться станція  Кожиль біля села Дзякіно. На болоті ще з радянських часів проводиться видобування торфу, для чого прокладена Дзякинська вузькоколійна залізниця.
Західна частина болота називається Жабинське урочище (знаходиться між річками Жаба та Кузьма), центральна ж частина називається урочище Торф'яне болото.